# Johann Zwingmann
Johann Nepomuk Zwingmann (* 4. April 1906 in Regensburg; † 11. Februar 1984 in Schongau) war ein nationalsozialistischer Politiker, Präsident der Reichsbahndirektion München und Leiter der Verwaltungsabteilung bei der Deutschen Bundesbahn.

## Leben
Nach dem Abitur am Ludwigsgymnasium München im Jahre 1927 studierte Johann Zwingmann Rechtswissenschaften an der Ludwig-Maximilians-Universität München, der Humboldt-Universität zu Berlin und der Universität Wien und legte im Frühjahr 1931 die erste juristische Staatsprüfung ab. Während des dreijährigen juristischen Vorbereitungsdienstes war er Teilnehmer im volkswirtschaftlichen Seminar bei dem Ökonomen Adolf Weber. Im Dezember 1932 promovierte er mit der Dissertation Verkehrspolitik und Holzwirtschaft der Nachkriegszeit im rechtsrheinischen Bayern. Unter besonderer Berücksichtigung der Ausnahmetarifpolitik der Deutschen Reichsbahn-Gesellschaft zum Dr. oec. Das Große juristische Staatsexamen folgte 1933.
Im Oktober 1933 kam Zwingmann als Assessor zur Reichsbahndirektion München. Am 1. März 1937 zum Reichsbahnrat ernannt, wechselte er im darauf folgenden Jahr zum Reichsbahnverkehrsamt München II. Zur Reichsbahndirektion München zurückgekehrt, übernahm er 1939 das Dezernat 3 A (Personalangelegenheiten), das er bis zu seinem Weggang zur Reichsbahndirektion Köln im Jahre 1941 geleitet hatte. In Köln war er ebenfalls für die Personalangelegenheiten verantwortlich. Bevor er am 1. September 1943 Nachfolger von Friedrich Drechsler als Präsident der Reichsbahndirektion München wurde, war Zwingmann als Ministerialrat im Reichsverkehrsministerium tätig. Leiter der Reichsbahndirektion München blieb er bis zum Kriegsende, als die einrückenden Alliierten ihn von seinem Posten entfernten. Sein Nachfolger wurde Karl Rosenhaupt, der aufgrund seiner jüdischen Abstammung 1935 von der Reichsbahn zwangspensioniert worden war.
Nach dem Krieg wurde er von der Deutschen Bundesbahn als Bundesbahnoberrat unter Zurückstufung mit Dienstalter erst ab Juni 1942 in das Bundesbahnzentralamt München übernommen, wo er das Dezernat 1 (Finanz- und Rechnungswesen, Presse) leitete. Zum 1. Februar 1964 wurde er Bundesbahndirektor und Leiter der Verwaltungsabteilung. Als deren Abteilungspräsident ging er zum 1. November 1969 in den Ruhestand.
Er war Mitglied des Freikorps Oberland, aus dessen Reihen sich von 1921 ab der Kern der SA in Bayern rekrutierte. 1923 war Zwingmann Angehöriger des Stoßtrupps Adolf Hitler. Als Mitglied der NSDAP führte er die Mitgliedsnummer 916.230. Bei der SS (Mitgliedsnummer 142.025) war er zuletzt SS-Sturmbannführer (Rang eines Majors).